# Ismael Galíndez
Ismael Galíndez (Córdoba, 1844 - id., 1909) fue un escribano y político argentino.

## Biografía
Nació en Córdoba, en 1844. Integrante de una importante familia aristocrática de la ciudad, fue partidario de Miguel Juárez Celman cuando éste fue gobernador de la provincia y luego presidente, formando parte de la llamada sociedad El Panal en el marco del régimen denominado Unicato.
Fue diputado provincial, presidiendo la cámara en 1879, y luego nacional (1880-1884). En 1887 fue socio fundador del Jockey Club Córdoba, presidiéndolo cinco años después. 
Se desempeñó como concejal de la ciudad de Córdoba y ocupó la intendencia municipal interinamente en 1891, tras la destitución de Luis Revol.
Ismael Galíndez fue asesinado en 1909 por un inmigrante que reclamaba la entrega de las escrituras de un terreno (o la devolución de un dinero prestado), que se dirigió al domicilio de Galíndez para increparlo, y al obtener respuesta negativa a sus planteos, le disparó en la cabeza.

### LaCasa Galíndez
A mediados de la década de 1880, Galíndez compró una casona en la esquina de las actuales Av. Gral. Paz y calle La Rioja, que actualmente es conocida como “Casa Galíndez” o “Casona Municipal”.
La familia Galíndez habitó en ella por varios años hasta que en 1901, debido a grandes deudas con el Banco de la Provincia de Córdoba, la casa fue entregada a dicha entidad como parte de pago. Desde la década de 1940, ya bajo el dominio del gobierno provincial, la casona fue el emplazamiento del Consejo Provincial de Educación y en la década de 1960 quedó abandonada. En 1987 pasó a manos del municipio.                         
La trágica muerte de Ismael Galíndez (aunque sucedió en otro edificio) dio pie a leyendas urbanas que hablan de hechos extraños y presencias en la casa. Desde 1994 la construcción alberga un centro cultural de la Municipalidad de Córdoba.